# Torbjörn Lindberg Skarin
Torbjörn "Tobbe L" Lindberg Skarin, född 8 juni 1970, är en svensk före detta hockeyspelare (back). Lindberg spelade större delen av för sin karriär i Luleå HF och fanns med i truppen som vann klubbens hittills enda SM-guld, år 1996. Utöver de fjorton säsonger Torbjörn gjorde i Luleå har han spelat i Hannover Scorpions (1997/98), Bodens IK (2001/02), Skellefteå AIK (2002/03) och Piteå HC.
Lindberg blev med tiden högt uppskattad av Lulefansen trots sin skrala poängskörd och tillägnades en egen hejaramsa.
1985 blev Torbjörn Lindberg utsedd till TV-puckens bäste back. Han spelade för Norrbottens lag, som även vann turneringen.
Lindberg avslutade sin karriär 2005–2006 i Piteå HC.